# Деле, Жан
Жан Деле (фр. Jean Delay; 14 ноября 1907, Байонна — 29 мая 1987, Париж) — французский психиатр и невролог, писатель, член Французской академии (с 1959). Доктор медицины (с 1935). Член Национальной медицинской академии Франции (с 1955).

## Биография
Родился в семье преуспевающего хирурга и мэра города Байонна. Уже в четырнадцать лет стал бакалавром философии. Позже изучал медицину в Париже. После окончания учёбы в течение двадцати лет работал в больницах, в том числе в Сальпетриере. Одним из его учителей был Пьер Жане.
Отец актрисы и писательницы Флоранс Деле.

## Научная деятельность
Специалист в области психиатрии и неврологии. Докторскую диссертацию на тему астереогноза (астигматизма) защитил в 1935 году. Затем продолжил подготовку в Сорбонне, в 1942 году написал диссертацию на тему болезней памяти.
Кроме медицины, получил научные степени в области литературы и философии.
В 1946 году заведовал кафедрой психиатрии больницы св. Анны в Париже.
Совместно с Пьером Деникером в 1952 году, независимо от Фрэнка Айда, открыл фармакологическое антипсихотическое действие хлорпромазина (аминазина) и его способность влиять на эмоциональную сферу человека. Ввёл научный термин «нейролептики».
В 1952 году также опубликовал (в соавторстве) сообщение о антидепрессивном действии ипрониазида.
Дважды избирался председателем Всемирной психиатрической ассоциации (1950, 1957).
В мае 1968 года, в период широкого развития антипсихиатрического движения во Франции, группа из около 500 «левацких» студентов-троцкистов, исповедующих концепции антипсихиатрии, вторглась в кабинет и лекционный зал Ж. Деле, подвергая высмеиванию его учение. Студенты требовали полного отделения психиатрии от медицины. В течение двух лет некоторые из их требований были осуществлены, и эта ситуация частично стала причиной того, что Деле решил уйти на пенсию — в том числе из-за плохого состояния здоровья, но также и намереваясь посвятить себя литературному творчеству, которым занимался с молодости.

## Творчество
Автор ряда биографических произведений о молодых годах Андре Жида (1956—1957) и его предков в четырёх томах.
Эссе, посвящённые психиатрии и психологии, принесли ему премию критиков Гран-при.

## Избранные произведения
- Youth of André Gide (1956—1957)
- Preliminary Memory (1979—1986)
- The Immoraliste

## Награды
- Командор ордена Почётного Легиона
- Командор ордена Искусств и литературы
- Великий офицер Ордена «За заслуги» (Франция)
- Командор Ордена Здравоохранения (Франция)
- член Французской академии